# جيمس بارينجاتاي
جيمس بارينجاتاي (بالإنجليزية: James Paringatai)‏ مواليد 7 يناير 1986، هو لاعب كرة سلة نيوزلندي. بدأ مسيرته الاحترافية في سنة 2004. يحمل الرقم 33.

## المسيرة الاحترافية
لعب مع ماناواتو جيتز في سنة 2004، ثم لعب مع ويلينغتون ساينتس في سنة 2005، ثم لعب مع ماناواتو جيتز من سنة 2006 إلى 2008، ثم لعب مع ساوثلاند شاركز من سنة 2010 إلى 2016.